# ケツァール
ケツァール (英語・スペイン語: quetzal、ナワ語群: quetzalli) は、鳥類キヌバネドリ科の一種である。学名 Pharomachrus mocinno。カザリキヌバネドリの和名もある。
鮮やかな色彩をもつ美しい鳥として知られている。

## 語法
ケツァールはアステカの主要言語だったナワトル語由来で、「大きく輝いた尾羽」または「ケツァールの尾の雨覆羽」という意味である。語根の quetz は、「立つ」という意味で、羽を立てた状態を意味する。
ケツァールは本来はこの種を意味し、日本語などでは主にその意味で使う。しかし、スペイン語や英語では主にケツァール属 Pharomachrus の総称で、さらにアメリカ鳥学会 (AOU) は Euptilotis 属をケツァールに含めている。そのため、この種の英語名は Quetzal ではなく Resplendent Quetzal（輝くケツァール）である。
種小名 mocinno は記載者パブロ・デ・ラ・ジャーベ (Pablo de La Llave) の恩師ホセ・モシーニョ (José Mariano Mociño) の姓のラテン語化である。

## 分布
メキシコ南部からパナマにかけての山岳地帯の森林に生息している。

## 特徴
体長は35センチメートル程度だがオスは長い飾り羽をもち、これを含めると全長は90 - 120センチメートルにもなる。頭から背にかけて光沢のある濃緑色をしており、腹部が鮮やかな赤色である。

## 文化

### 中南米
古代アステカではケツァールは農耕神ケツァルコアトルの使いであり、ケツァールの羽毛を身につけることは最高位の聖職者と王だけに許された特権であった。
ケツァールはグアテマラの国鳥で、通貨単位名でもある。ただし日本では、通貨としては「ケツァル」と言うことが多い。

### 日本
手塚治虫が描いた『火の鳥』はこの鳥をモデルとしている。
静岡朝日テレビのマスコットキャラクターとして、ケツァールをモチーフにしたキャラクター「アーサー」が、1993年10月1日〜2005年3月末まで使われていた。
また、鳳凰の一種とも言われる鸞の外観について、ケツァールに合致するとの指摘もある。
北海道テレビ放送の番組『水曜どうでしょう』では、大泉洋がケツァールを撮影するためにコスタリカで苦闘する企画を2001年に放送（該当項参照のこと）した。

## 画像

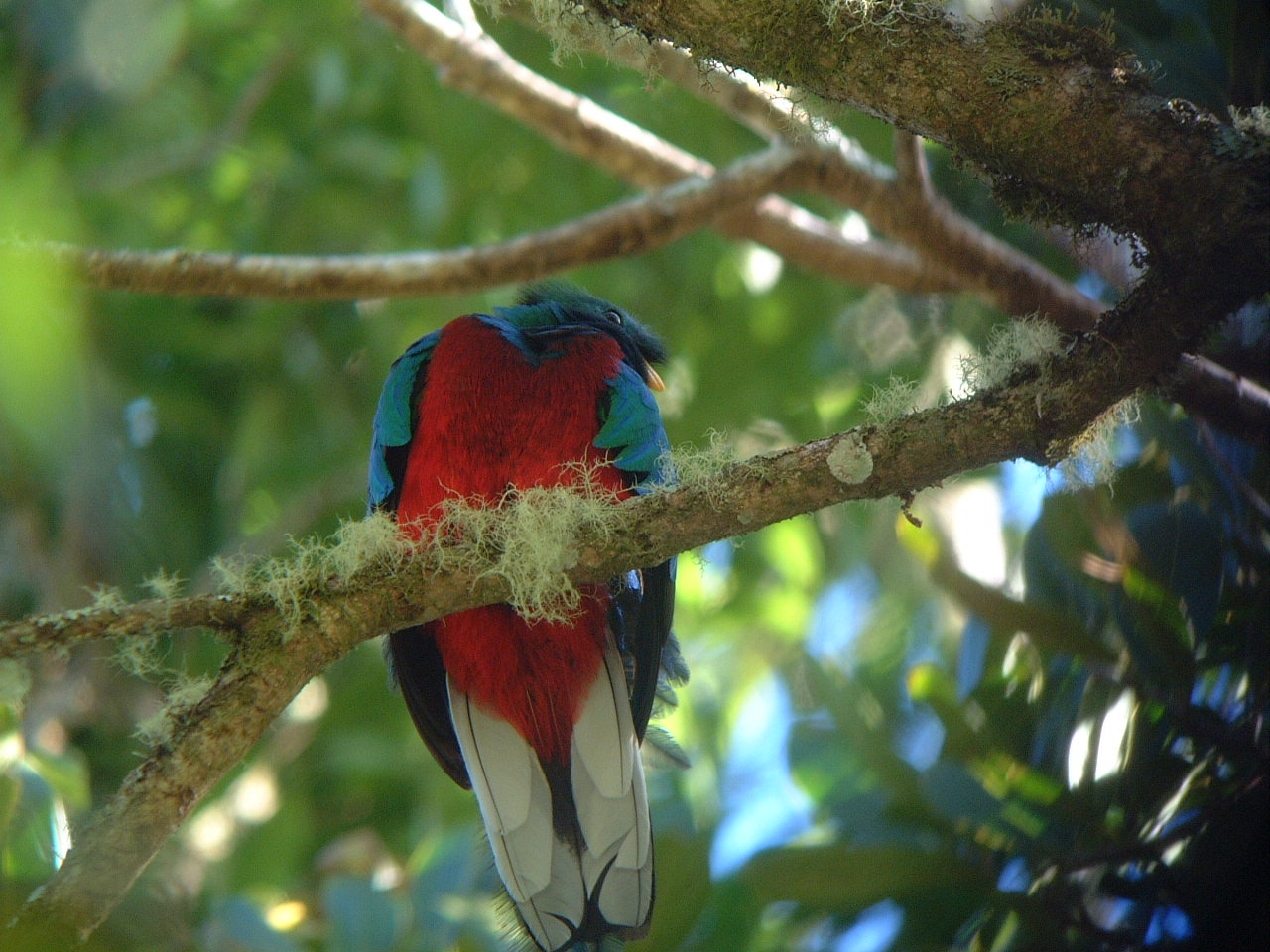
ケツァール
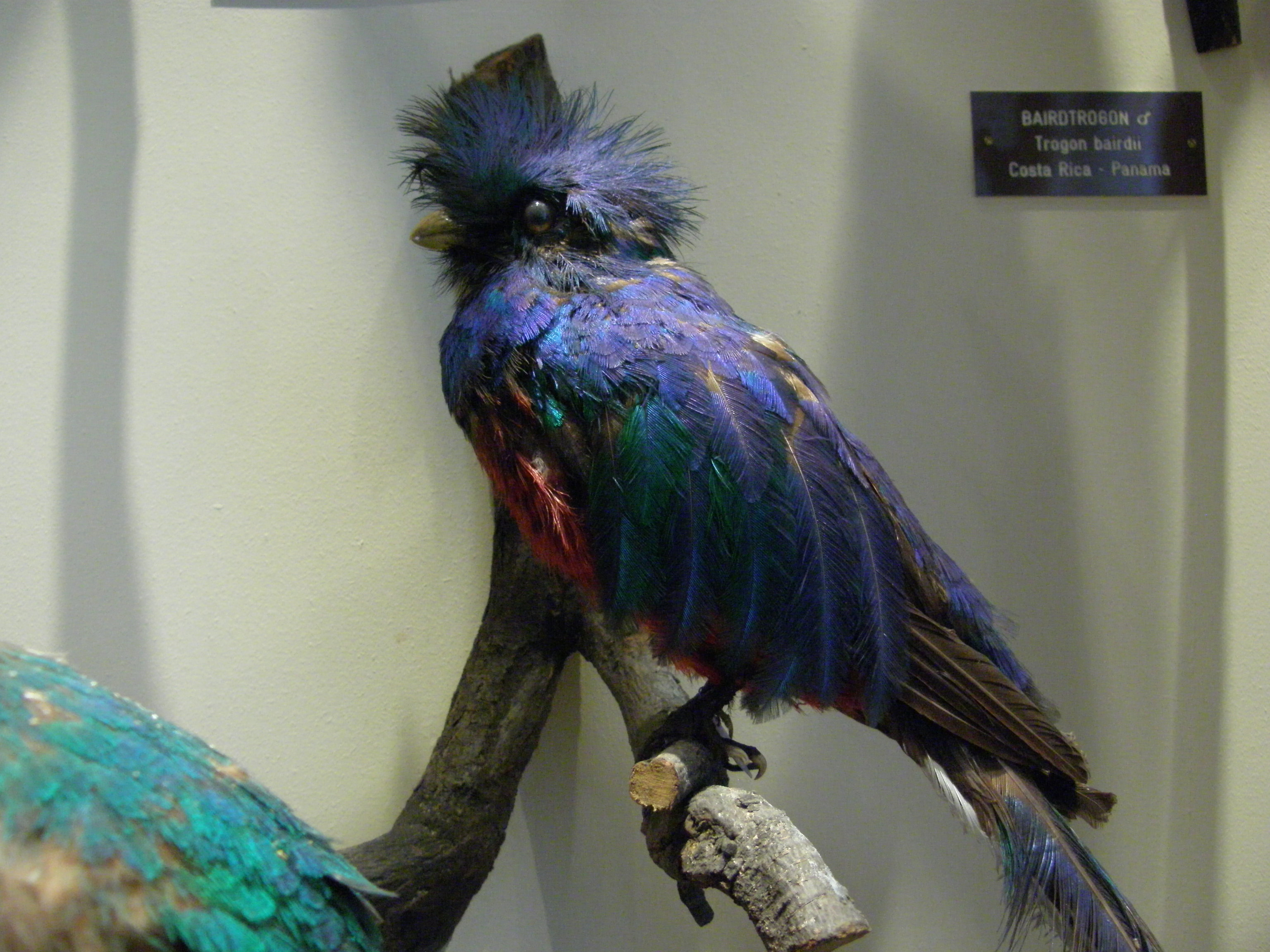
雄の剥製
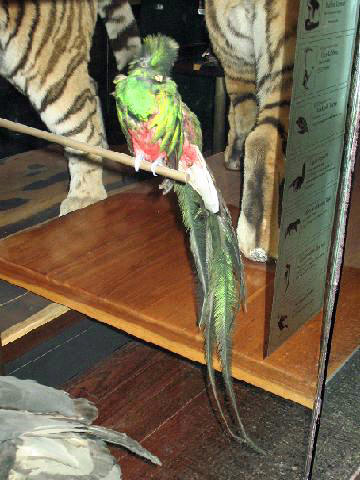
剥製
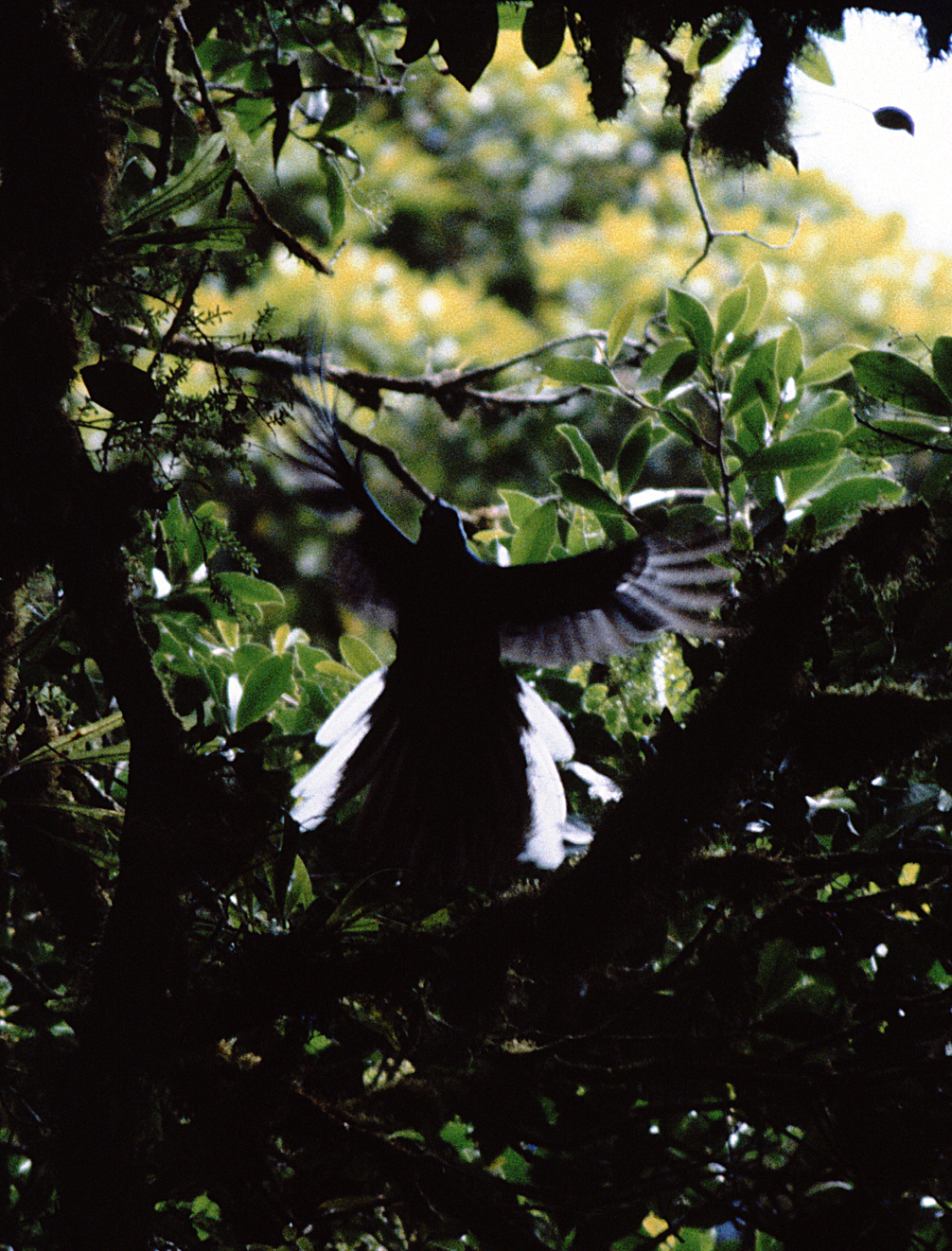
飛翔